# Yasuo Fukuda
Yasuo Fukuda, em japonês 福田 康夫, Fukuda Yasuo, (Takasaki, 16 de julho de 1936) é um político do Japão, antigo primeiro-ministro, havendo sido designado como tal pela Dieta Nacional em 25 de setembro de 2007.
Fukuda foi o presidente do Partido Liberal Democrata do Japão (自由民主党, Jiyū Minshutō); seu pai, Takeo Fukuda, foi o 67.º primeiro-ministro do Japão.
Fukuda nasceu em Takasaki, Gunma, o filho mais velho do político e, mais tarde, primeiro-ministro Takeo Fukuda. Fukuda cresceu em Setagaya, frequentou a escola Azabu e formou-se na Universidade de Waseda em 1959.
Após a universidade trabalhou na Maruzen Petróleo (agora parte da Companhia Cosmo Oil). Envolveu-se muito pouco com política pelos 17 anos seguintes, trabalhando para alcançar o posto de chefia como um japonês típico. Foi enviado aos Estados Unidos da América de 1962 a 1964.
Durante o período em que seu pai foi primeiro-ministro (de 1976 a 1978), Yasuo tornou-se secretário político. de 1978 a 1989 foi o diretor do Instituo Kinzai para Assuntos Financeiros, trabalhando como um trustee de 1986 em diante

## Carreira política
Fukuda concorreu às eleições para a Câmara de Representantes em 1990 e foi eleito para o cargo. Foi eleito para um cargo no Partido Liberal Democrata em 1997 e tornou-se secretário do Gabinete de Yoshiro Mori em outubro de 2000. Renunciou deste posto em 7 de maio de 2004 em meio a um grande escândalo político relacionado ao sistema de pensões japonês. Foi o Secretário de gabinete que serviu por mais tempo na história do Japão, estando no cargo por três anos e meio (1289 dias) pelos primeiros-ministros Yoshiro Mori e Junichiro Koizumi
Fukuda foi considerado concorrente à liderança de seu partido em 2006, mas em 21 de julho decidiu não tentar a vaga. Em seu lugar, Shinzo Abe sucedeu Junichiro Koizumi como líder do PLD e primeiro-ministro do Japão.
Uma de suas mais notáveis vitórias políticas foi o fim das visitas ministeriais ao Santuário Yasukuni. Em junho de 2006, Fukuda juntou-se a outros 134 legisladores na proposta de uma alternativa secular para o templo, citando condições constitucionais.
Após a renúncia de Abe em setembro de 2007, Fukuda anunciou que concorreria à eleição para a liderança do Partido Liberal Democrata do Japão. Como o PLD detém a maioria das cadeiras na Câmara dos Representantes, garante-se a vaga de Primeiro-Ministro do Japão ao seu líder. Fukuda recebeu grande apoio em sua busca pela liderança, incluindo a do maior grupo Liberal Democrata, liderada pelo Chanceler Nobutaka Machimura, da qual Fukuda é membro. O ministro da Economia Fukushiro Nukaga pretendia concorrer ao cargo, mas também resolveu apoiar Fukuda.
Em 2007, Taro Aso era considerado o maior adversário de Fukuda na liderança do partido, mas Fukuda era o favorito para a vitória, tanto que Aso reconhecia publicamente a probabilidade de sua vitória.
Na primeira rodada da eleição, em 23 de setembro, Fukuda derrotou Aso, recebendo 330 votos contra 197 para o adversário. Fukuda foi eleito formalmente primeiro-ministro do Japão em 25 de setembro. Recebeu 338 votos, quase cem a mais do que precisava para alcançar a maioria na Câmara dos Representantes, ainda que a Câmara dos Conselheiros (câmara alta), liderada pela oposição do Partido Democrata do Japão tenha elegido Ichiro Ozawa por uma margem de 133 por 106. Um entrave entre as duas casas automaticamente resulta na vitória do representante eleito pela Câmara dos Representantes da Dieta do Japão.
O Primeiro-Ministro anunciou repentinamente a sua renúncia após convocar uma comitiva de imprensa às 18h do dia 1 de setembro em rede nacional. Sucedeu-lhe Taro Aso na liderança do partido.